# 代議院 (リビア)
代議院（だいぎいん、英語: House of Representatives, HoR, アラビア語: مجلس النواب）は、リビア東部の都市トブルクを拠点とする立法府である。

## 沿革
2014年6月25日に実施された総選挙で世俗派が勝利したものの、選挙結果に反発するイスラム勢力が世俗派に武力攻勢を行った。この武力衝突により世俗派政府は首都トリポリにおける実効支配権を喪失し、東部の港湾都市トブルクに退去、同年8月4日に立法機関として「代議院」が発足した。
2015年3月、代議院はリビア国民軍を率いるハリファ・ハフタルを軍司令官に任命した。